# Multatuli, Verzamelde Werken
De Verzamelde Werken van Multatuli zijn een verzameling van het literaire werk van Multatuli. De eerste versie van de Verzamelde Werken werd bezorgd door Multatuli's weduwe, Mimi Douwes Dekker, en verscheen voor het eerst tussen 1888 en 1889.
In tegenstelling tot wat de titel Verzamelde Werken' suggereert, bevatte deze serie niet alle gepubliceerde werk van Eduard Douwes Dekker, omdat uitgever Elsevier niet beschikte over het kopijrecht van alle werken van Multatuli. 
Millioenen-studien, Duizend en eenige Hoofdstukken over Specialiteiten en Nog-eens: Vrye-Arbeid verschenen bij uitgeversmaatschappij Gebroeders E. & M. Cohen, tegelijkertijd met de tiendelige serie, in vier aparte bandjes van bijpassend uiterlijk en formaat.
Na 1910 zijn er nog vier edities verschenen van Duizend-en-eenige Hoofdstukken over Specialiteiten bij de Nederlandsche Bibliotheek, die later de "Wereldbibliotheek" heette.

## Edities Elsevier
- Eerste naar tijdsorde gerangschikte uitgave, bezorgd door zijne weduwe. Amsterdam, Elsevier, 1888-1889, 10 delen (De Mare-1)
- 2e druk, Amsterdam, Elsevier, 10 delen, 1891-1892 (De Mare-2)

Bovenstaande drukken worden aangeduid met "kopjes-editie", vanwege het medaillon met Multatuli's portret op de band.
- 2e druk, Amsterdam, Elsevier, 5 delen op dundrukpapier, 1896-1897 (De Mare-3)
- Garmond editie, Amsterdam, Elsevier, 10 delen, 1899-1901 (De Mare-4)
- Garmond-editie, Amsterdam, Elsevier, 10 delen, 1904 (De Mare-5)
- Garmond-editie, Derde druk,  Amsterdam, Elsevier, 10 delen, 1906 (De Mare-6)
- Elsevier-editie, Amsterdam, Elsevier, 1907, twee versies: (De Mare-7)

10 delen, op normaal papier
5 delen, op dundruk-papier
- Elsevier-editie, Amsterdam, Elsevier, 10 delen, 1908 (De Mare-8)
- Garmond-editie, Vierde druk, Amsterdam, Elsevier, 10 delen, 1916-1918 (De Mare-9)

## Edities Gebrs. E. & M. Cohen, Nijmegen-Arnhem

### Millioenen Studien
- Derde, met zorg herziene druk, 1889, serie goedkoope werken, Gebr. E. en M. Cohen 1889 (De Mare-471)
- Derde, met zorg herziene druk, 1889, serie goedkoope werken, nieuwe uitgave, Gebr. E. en M. Cohen, 1892 (De Mare-472)
- Vierde druk, Serie Meesterwerken, deel II en III, Gebr. E. en M. Cohen, 1900 (De Mare-473)
- Vijfde, met zorg herziene druk, Serie Meesterwerken, deel II en III, Gebr. E. en M. Cohen, 1914
- Zesde volledige, geautoriseerde uitgave, met speciaal vervaardigde omslagteekening van André Vlaanderen, Gebr. E. en M. Cohen, 1917, (De Cohen-editie 16) (De Mare-474)

### Nog-Eens: Vrye Arbeid
- Aart Admiraal, Multatuli en zijne werken geschetst, Derde, met zorg herziene druk, 1890, serie goedkoope werken, 2 delen, 1890 (De Mare-483)
- Nieuwe uitgave, 1982, serie goedkoope werken, 2 delen, 1892 (De Mare-485)
- Vierde, met zorg herziene druk, serie Meesterwerken, 2 delen, 1900 (De Mare-486)
- Vijfde druk, 1914 (De Mare-487)
- The right man on the right place, Zesde volledige, geautoriseerde uitgave, 1917, (De Cohen-editie 16) (De Mare-488)

### Duizend-en-eenige Hoofdstukken over Specialiteiten
- Derde, met zorg herziene druk, 1890, serie goedkoope werken, 2 delen, 1890 (De Mare-492)
- Nieuwe uitgave, 1982, serie goedkoope werken, 2 delen, 1892 (De Mare-493)
- Vierde, met zorg herziene druk, serie Meesterwerken, 2 delen, 1900 (De Mare-494)
- Vijfde druk, 1914 (De Mare-496)
- Zesde volledige, geautoriseerde uitgave, met portret, 1917, (De Cohen-editie no.16) (De Mare-497)

## Nederlandsche Bibliotheek

### Duizend-en-eenige Hoofdstukken over Specialiteiten
- Nieuwe verbeterde uitgaaf met nog niet gepubliceerde noten van de schrijver en een inleidend woord van Mevr. Douwes Dekker-Schepel, Nederlandsche Bibliotheek, Amsterdam, LXXX, 1910 (De Mare-495)
- Nederlandsche Bibliotheek, Amsterdam, LXXX, 1936 (De Mare-498)
- Met noten van den schrijver en inleidend woord van Mevrouw Douwes Dekker-Schepel, Nederlandsche Bibliotheek, Amsterdam, LXXX, 1937 (De Mare-499)
- 4e druk, Wereldbibliotheek, Amsterdam, VIII, 1942 (De Mare-500)

## Inhoudsopgave Elsevier-edities
Onderstaande inhoudsopgaaf is ontleend aan de editie van 1916, in de blauwe bandjes van de Garmond-editie.

### Deel 1
- Studiën over Multatuli door Carel Vosmaer
- Max Havelaar met aantekeningen en ophelderingen door Multatuli

### Deel 2
- 1e druk 1888, deel-2 in Digitale Bibliotheek Nederlandse Letteren
- Minnebrieven
- Over vrijen arbeid in Nederlandsch Indië en de tegenwoordige koloniale agitatie
- Indrukken van den dag met daarin:
  - Brief aan den Gouverneur-Generaal in ruste
  - Max Havelaar aan Multatuli
  - Aan de stemgerechtigden in het kiesdistrict Tiel

### Deel 3
- Ideeën I

### Deel 4
- Ideeën II

### Deel 5
- Ideeën III

### Deel 6
- Ideeën IV

### Deel 7
- Ideeën V

### Deel 8
- Ideeën VI

### Deel 9
- Ideeën VII

### Deel 10
- Verspreide stukken met daarin:
  - Brief aan Ds. W. Francken Azn.
  - Wys my de plaats waar ik gezaaid heb
  - Japansche gesprekken
  - Geloofsbelydenis
  - Het gebed van den onwetende
  - De school des levens
  - De zegen Gods door Waterloo
  - Een en ander naar aanleiding van Bosscha's Pruisen en Nederland
  - De bruid daarboven. Tooneelspel in vijf bedrijven
  - Divagatiën over zeker soort van Liberalismus